# Urocolius
Az Urocolius a madarak osztályának egérmadár-alakúak (Coliiformes) rendjébe és az egérmadárfélék (Coliidae) családjába tartozó nem.

## Rendszerezés
A nembe az alábbi 2 faj tartozik:
- kéknyakú egérmadár (Urocolius macrourus)
- piroskantáros egérmadár vagy vörösarcú egérmadár (Urocolius indicus)

## Külső hivatkozások
- Képek az interneten a nembe tartozó fajokról